# Position de Vančura
Cet article utilise la notation algébrique pour décrire des coups du jeu d'échecs.
Aux échecs, la position de Vančura est une méthode pour annuler la finale tour et pion contre tour.

## Analyse
|   | a | b | c | d | e | f | g | h |   |
| 8 | Tour blanche sur case blanche a8 · Roi noir sur case noire g7 · Pion blanc sur case blanche a6 · Tour noire sur case noire a3 · Roi blanc sur case blanche h1 | Tour blanche sur case blanche a8 · Roi noir sur case noire g7 · Pion blanc sur case blanche a6 · Tour noire sur case noire a3 · Roi blanc sur case blanche h1 | Tour blanche sur case blanche a8 · Roi noir sur case noire g7 · Pion blanc sur case blanche a6 · Tour noire sur case noire a3 · Roi blanc sur case blanche h1 | Tour blanche sur case blanche a8 · Roi noir sur case noire g7 · Pion blanc sur case blanche a6 · Tour noire sur case noire a3 · Roi blanc sur case blanche h1 | Tour blanche sur case blanche a8 · Roi noir sur case noire g7 · Pion blanc sur case blanche a6 · Tour noire sur case noire a3 · Roi blanc sur case blanche h1 | Tour blanche sur case blanche a8 · Roi noir sur case noire g7 · Pion blanc sur case blanche a6 · Tour noire sur case noire a3 · Roi blanc sur case blanche h1 | Tour blanche sur case blanche a8 · Roi noir sur case noire g7 · Pion blanc sur case blanche a6 · Tour noire sur case noire a3 · Roi blanc sur case blanche h1 | Tour blanche sur case blanche a8 · Roi noir sur case noire g7 · Pion blanc sur case blanche a6 · Tour noire sur case noire a3 · Roi blanc sur case blanche h1 | 8 |
| 7 | Tour blanche sur case blanche a8 · Roi noir sur case noire g7 · Pion blanc sur case blanche a6 · Tour noire sur case noire a3 · Roi blanc sur case blanche h1 | Tour blanche sur case blanche a8 · Roi noir sur case noire g7 · Pion blanc sur case blanche a6 · Tour noire sur case noire a3 · Roi blanc sur case blanche h1 | Tour blanche sur case blanche a8 · Roi noir sur case noire g7 · Pion blanc sur case blanche a6 · Tour noire sur case noire a3 · Roi blanc sur case blanche h1 | Tour blanche sur case blanche a8 · Roi noir sur case noire g7 · Pion blanc sur case blanche a6 · Tour noire sur case noire a3 · Roi blanc sur case blanche h1 | Tour blanche sur case blanche a8 · Roi noir sur case noire g7 · Pion blanc sur case blanche a6 · Tour noire sur case noire a3 · Roi blanc sur case blanche h1 | Tour blanche sur case blanche a8 · Roi noir sur case noire g7 · Pion blanc sur case blanche a6 · Tour noire sur case noire a3 · Roi blanc sur case blanche h1 | Tour blanche sur case blanche a8 · Roi noir sur case noire g7 · Pion blanc sur case blanche a6 · Tour noire sur case noire a3 · Roi blanc sur case blanche h1 | Tour blanche sur case blanche a8 · Roi noir sur case noire g7 · Pion blanc sur case blanche a6 · Tour noire sur case noire a3 · Roi blanc sur case blanche h1 | 7 |
| 6 | Tour blanche sur case blanche a8 · Roi noir sur case noire g7 · Pion blanc sur case blanche a6 · Tour noire sur case noire a3 · Roi blanc sur case blanche h1 | Tour blanche sur case blanche a8 · Roi noir sur case noire g7 · Pion blanc sur case blanche a6 · Tour noire sur case noire a3 · Roi blanc sur case blanche h1 | Tour blanche sur case blanche a8 · Roi noir sur case noire g7 · Pion blanc sur case blanche a6 · Tour noire sur case noire a3 · Roi blanc sur case blanche h1 | Tour blanche sur case blanche a8 · Roi noir sur case noire g7 · Pion blanc sur case blanche a6 · Tour noire sur case noire a3 · Roi blanc sur case blanche h1 | Tour blanche sur case blanche a8 · Roi noir sur case noire g7 · Pion blanc sur case blanche a6 · Tour noire sur case noire a3 · Roi blanc sur case blanche h1 | Tour blanche sur case blanche a8 · Roi noir sur case noire g7 · Pion blanc sur case blanche a6 · Tour noire sur case noire a3 · Roi blanc sur case blanche h1 | Tour blanche sur case blanche a8 · Roi noir sur case noire g7 · Pion blanc sur case blanche a6 · Tour noire sur case noire a3 · Roi blanc sur case blanche h1 | Tour blanche sur case blanche a8 · Roi noir sur case noire g7 · Pion blanc sur case blanche a6 · Tour noire sur case noire a3 · Roi blanc sur case blanche h1 | 6 |
| 5 | Tour blanche sur case blanche a8 · Roi noir sur case noire g7 · Pion blanc sur case blanche a6 · Tour noire sur case noire a3 · Roi blanc sur case blanche h1 | Tour blanche sur case blanche a8 · Roi noir sur case noire g7 · Pion blanc sur case blanche a6 · Tour noire sur case noire a3 · Roi blanc sur case blanche h1 | Tour blanche sur case blanche a8 · Roi noir sur case noire g7 · Pion blanc sur case blanche a6 · Tour noire sur case noire a3 · Roi blanc sur case blanche h1 | Tour blanche sur case blanche a8 · Roi noir sur case noire g7 · Pion blanc sur case blanche a6 · Tour noire sur case noire a3 · Roi blanc sur case blanche h1 | Tour blanche sur case blanche a8 · Roi noir sur case noire g7 · Pion blanc sur case blanche a6 · Tour noire sur case noire a3 · Roi blanc sur case blanche h1 | Tour blanche sur case blanche a8 · Roi noir sur case noire g7 · Pion blanc sur case blanche a6 · Tour noire sur case noire a3 · Roi blanc sur case blanche h1 | Tour blanche sur case blanche a8 · Roi noir sur case noire g7 · Pion blanc sur case blanche a6 · Tour noire sur case noire a3 · Roi blanc sur case blanche h1 | Tour blanche sur case blanche a8 · Roi noir sur case noire g7 · Pion blanc sur case blanche a6 · Tour noire sur case noire a3 · Roi blanc sur case blanche h1 | 5 |
| 4 | Tour blanche sur case blanche a8 · Roi noir sur case noire g7 · Pion blanc sur case blanche a6 · Tour noire sur case noire a3 · Roi blanc sur case blanche h1 | Tour blanche sur case blanche a8 · Roi noir sur case noire g7 · Pion blanc sur case blanche a6 · Tour noire sur case noire a3 · Roi blanc sur case blanche h1 | Tour blanche sur case blanche a8 · Roi noir sur case noire g7 · Pion blanc sur case blanche a6 · Tour noire sur case noire a3 · Roi blanc sur case blanche h1 | Tour blanche sur case blanche a8 · Roi noir sur case noire g7 · Pion blanc sur case blanche a6 · Tour noire sur case noire a3 · Roi blanc sur case blanche h1 | Tour blanche sur case blanche a8 · Roi noir sur case noire g7 · Pion blanc sur case blanche a6 · Tour noire sur case noire a3 · Roi blanc sur case blanche h1 | Tour blanche sur case blanche a8 · Roi noir sur case noire g7 · Pion blanc sur case blanche a6 · Tour noire sur case noire a3 · Roi blanc sur case blanche h1 | Tour blanche sur case blanche a8 · Roi noir sur case noire g7 · Pion blanc sur case blanche a6 · Tour noire sur case noire a3 · Roi blanc sur case blanche h1 | Tour blanche sur case blanche a8 · Roi noir sur case noire g7 · Pion blanc sur case blanche a6 · Tour noire sur case noire a3 · Roi blanc sur case blanche h1 | 4 |
| 3 | Tour blanche sur case blanche a8 · Roi noir sur case noire g7 · Pion blanc sur case blanche a6 · Tour noire sur case noire a3 · Roi blanc sur case blanche h1 | Tour blanche sur case blanche a8 · Roi noir sur case noire g7 · Pion blanc sur case blanche a6 · Tour noire sur case noire a3 · Roi blanc sur case blanche h1 | Tour blanche sur case blanche a8 · Roi noir sur case noire g7 · Pion blanc sur case blanche a6 · Tour noire sur case noire a3 · Roi blanc sur case blanche h1 | Tour blanche sur case blanche a8 · Roi noir sur case noire g7 · Pion blanc sur case blanche a6 · Tour noire sur case noire a3 · Roi blanc sur case blanche h1 | Tour blanche sur case blanche a8 · Roi noir sur case noire g7 · Pion blanc sur case blanche a6 · Tour noire sur case noire a3 · Roi blanc sur case blanche h1 | Tour blanche sur case blanche a8 · Roi noir sur case noire g7 · Pion blanc sur case blanche a6 · Tour noire sur case noire a3 · Roi blanc sur case blanche h1 | Tour blanche sur case blanche a8 · Roi noir sur case noire g7 · Pion blanc sur case blanche a6 · Tour noire sur case noire a3 · Roi blanc sur case blanche h1 | Tour blanche sur case blanche a8 · Roi noir sur case noire g7 · Pion blanc sur case blanche a6 · Tour noire sur case noire a3 · Roi blanc sur case blanche h1 | 3 |
| 2 | Tour blanche sur case blanche a8 · Roi noir sur case noire g7 · Pion blanc sur case blanche a6 · Tour noire sur case noire a3 · Roi blanc sur case blanche h1 | Tour blanche sur case blanche a8 · Roi noir sur case noire g7 · Pion blanc sur case blanche a6 · Tour noire sur case noire a3 · Roi blanc sur case blanche h1 | Tour blanche sur case blanche a8 · Roi noir sur case noire g7 · Pion blanc sur case blanche a6 · Tour noire sur case noire a3 · Roi blanc sur case blanche h1 | Tour blanche sur case blanche a8 · Roi noir sur case noire g7 · Pion blanc sur case blanche a6 · Tour noire sur case noire a3 · Roi blanc sur case blanche h1 | Tour blanche sur case blanche a8 · Roi noir sur case noire g7 · Pion blanc sur case blanche a6 · Tour noire sur case noire a3 · Roi blanc sur case blanche h1 | Tour blanche sur case blanche a8 · Roi noir sur case noire g7 · Pion blanc sur case blanche a6 · Tour noire sur case noire a3 · Roi blanc sur case blanche h1 | Tour blanche sur case blanche a8 · Roi noir sur case noire g7 · Pion blanc sur case blanche a6 · Tour noire sur case noire a3 · Roi blanc sur case blanche h1 | Tour blanche sur case blanche a8 · Roi noir sur case noire g7 · Pion blanc sur case blanche a6 · Tour noire sur case noire a3 · Roi blanc sur case blanche h1 | 2 |
| 1 | Tour blanche sur case blanche a8 · Roi noir sur case noire g7 · Pion blanc sur case blanche a6 · Tour noire sur case noire a3 · Roi blanc sur case blanche h1 | Tour blanche sur case blanche a8 · Roi noir sur case noire g7 · Pion blanc sur case blanche a6 · Tour noire sur case noire a3 · Roi blanc sur case blanche h1 | Tour blanche sur case blanche a8 · Roi noir sur case noire g7 · Pion blanc sur case blanche a6 · Tour noire sur case noire a3 · Roi blanc sur case blanche h1 | Tour blanche sur case blanche a8 · Roi noir sur case noire g7 · Pion blanc sur case blanche a6 · Tour noire sur case noire a3 · Roi blanc sur case blanche h1 | Tour blanche sur case blanche a8 · Roi noir sur case noire g7 · Pion blanc sur case blanche a6 · Tour noire sur case noire a3 · Roi blanc sur case blanche h1 | Tour blanche sur case blanche a8 · Roi noir sur case noire g7 · Pion blanc sur case blanche a6 · Tour noire sur case noire a3 · Roi blanc sur case blanche h1 | Tour blanche sur case blanche a8 · Roi noir sur case noire g7 · Pion blanc sur case blanche a6 · Tour noire sur case noire a3 · Roi blanc sur case blanche h1 | Tour blanche sur case blanche a8 · Roi noir sur case noire g7 · Pion blanc sur case blanche a6 · Tour noire sur case noire a3 · Roi blanc sur case blanche h1 | 1 |
|   | a | b | c | d | e | f | g | h |   |

|   | a | b | c | d | e | f | g | h |   |
| 8 | Tour blanche sur case blanche a8 · Roi noir sur case noire g7 · Pion blanc sur case blanche a6 · Tour noire sur case noire f6 · Roi blanc sur case blanche d5 | Tour blanche sur case blanche a8 · Roi noir sur case noire g7 · Pion blanc sur case blanche a6 · Tour noire sur case noire f6 · Roi blanc sur case blanche d5 | Tour blanche sur case blanche a8 · Roi noir sur case noire g7 · Pion blanc sur case blanche a6 · Tour noire sur case noire f6 · Roi blanc sur case blanche d5 | Tour blanche sur case blanche a8 · Roi noir sur case noire g7 · Pion blanc sur case blanche a6 · Tour noire sur case noire f6 · Roi blanc sur case blanche d5 | Tour blanche sur case blanche a8 · Roi noir sur case noire g7 · Pion blanc sur case blanche a6 · Tour noire sur case noire f6 · Roi blanc sur case blanche d5 | Tour blanche sur case blanche a8 · Roi noir sur case noire g7 · Pion blanc sur case blanche a6 · Tour noire sur case noire f6 · Roi blanc sur case blanche d5 | Tour blanche sur case blanche a8 · Roi noir sur case noire g7 · Pion blanc sur case blanche a6 · Tour noire sur case noire f6 · Roi blanc sur case blanche d5 | Tour blanche sur case blanche a8 · Roi noir sur case noire g7 · Pion blanc sur case blanche a6 · Tour noire sur case noire f6 · Roi blanc sur case blanche d5 | 8 |
| 7 | Tour blanche sur case blanche a8 · Roi noir sur case noire g7 · Pion blanc sur case blanche a6 · Tour noire sur case noire f6 · Roi blanc sur case blanche d5 | Tour blanche sur case blanche a8 · Roi noir sur case noire g7 · Pion blanc sur case blanche a6 · Tour noire sur case noire f6 · Roi blanc sur case blanche d5 | Tour blanche sur case blanche a8 · Roi noir sur case noire g7 · Pion blanc sur case blanche a6 · Tour noire sur case noire f6 · Roi blanc sur case blanche d5 | Tour blanche sur case blanche a8 · Roi noir sur case noire g7 · Pion blanc sur case blanche a6 · Tour noire sur case noire f6 · Roi blanc sur case blanche d5 | Tour blanche sur case blanche a8 · Roi noir sur case noire g7 · Pion blanc sur case blanche a6 · Tour noire sur case noire f6 · Roi blanc sur case blanche d5 | Tour blanche sur case blanche a8 · Roi noir sur case noire g7 · Pion blanc sur case blanche a6 · Tour noire sur case noire f6 · Roi blanc sur case blanche d5 | Tour blanche sur case blanche a8 · Roi noir sur case noire g7 · Pion blanc sur case blanche a6 · Tour noire sur case noire f6 · Roi blanc sur case blanche d5 | Tour blanche sur case blanche a8 · Roi noir sur case noire g7 · Pion blanc sur case blanche a6 · Tour noire sur case noire f6 · Roi blanc sur case blanche d5 | 7 |
| 6 | Tour blanche sur case blanche a8 · Roi noir sur case noire g7 · Pion blanc sur case blanche a6 · Tour noire sur case noire f6 · Roi blanc sur case blanche d5 | Tour blanche sur case blanche a8 · Roi noir sur case noire g7 · Pion blanc sur case blanche a6 · Tour noire sur case noire f6 · Roi blanc sur case blanche d5 | Tour blanche sur case blanche a8 · Roi noir sur case noire g7 · Pion blanc sur case blanche a6 · Tour noire sur case noire f6 · Roi blanc sur case blanche d5 | Tour blanche sur case blanche a8 · Roi noir sur case noire g7 · Pion blanc sur case blanche a6 · Tour noire sur case noire f6 · Roi blanc sur case blanche d5 | Tour blanche sur case blanche a8 · Roi noir sur case noire g7 · Pion blanc sur case blanche a6 · Tour noire sur case noire f6 · Roi blanc sur case blanche d5 | Tour blanche sur case blanche a8 · Roi noir sur case noire g7 · Pion blanc sur case blanche a6 · Tour noire sur case noire f6 · Roi blanc sur case blanche d5 | Tour blanche sur case blanche a8 · Roi noir sur case noire g7 · Pion blanc sur case blanche a6 · Tour noire sur case noire f6 · Roi blanc sur case blanche d5 | Tour blanche sur case blanche a8 · Roi noir sur case noire g7 · Pion blanc sur case blanche a6 · Tour noire sur case noire f6 · Roi blanc sur case blanche d5 | 6 |
| 5 | Tour blanche sur case blanche a8 · Roi noir sur case noire g7 · Pion blanc sur case blanche a6 · Tour noire sur case noire f6 · Roi blanc sur case blanche d5 | Tour blanche sur case blanche a8 · Roi noir sur case noire g7 · Pion blanc sur case blanche a6 · Tour noire sur case noire f6 · Roi blanc sur case blanche d5 | Tour blanche sur case blanche a8 · Roi noir sur case noire g7 · Pion blanc sur case blanche a6 · Tour noire sur case noire f6 · Roi blanc sur case blanche d5 | Tour blanche sur case blanche a8 · Roi noir sur case noire g7 · Pion blanc sur case blanche a6 · Tour noire sur case noire f6 · Roi blanc sur case blanche d5 | Tour blanche sur case blanche a8 · Roi noir sur case noire g7 · Pion blanc sur case blanche a6 · Tour noire sur case noire f6 · Roi blanc sur case blanche d5 | Tour blanche sur case blanche a8 · Roi noir sur case noire g7 · Pion blanc sur case blanche a6 · Tour noire sur case noire f6 · Roi blanc sur case blanche d5 | Tour blanche sur case blanche a8 · Roi noir sur case noire g7 · Pion blanc sur case blanche a6 · Tour noire sur case noire f6 · Roi blanc sur case blanche d5 | Tour blanche sur case blanche a8 · Roi noir sur case noire g7 · Pion blanc sur case blanche a6 · Tour noire sur case noire f6 · Roi blanc sur case blanche d5 | 5 |
| 4 | Tour blanche sur case blanche a8 · Roi noir sur case noire g7 · Pion blanc sur case blanche a6 · Tour noire sur case noire f6 · Roi blanc sur case blanche d5 | Tour blanche sur case blanche a8 · Roi noir sur case noire g7 · Pion blanc sur case blanche a6 · Tour noire sur case noire f6 · Roi blanc sur case blanche d5 | Tour blanche sur case blanche a8 · Roi noir sur case noire g7 · Pion blanc sur case blanche a6 · Tour noire sur case noire f6 · Roi blanc sur case blanche d5 | Tour blanche sur case blanche a8 · Roi noir sur case noire g7 · Pion blanc sur case blanche a6 · Tour noire sur case noire f6 · Roi blanc sur case blanche d5 | Tour blanche sur case blanche a8 · Roi noir sur case noire g7 · Pion blanc sur case blanche a6 · Tour noire sur case noire f6 · Roi blanc sur case blanche d5 | Tour blanche sur case blanche a8 · Roi noir sur case noire g7 · Pion blanc sur case blanche a6 · Tour noire sur case noire f6 · Roi blanc sur case blanche d5 | Tour blanche sur case blanche a8 · Roi noir sur case noire g7 · Pion blanc sur case blanche a6 · Tour noire sur case noire f6 · Roi blanc sur case blanche d5 | Tour blanche sur case blanche a8 · Roi noir sur case noire g7 · Pion blanc sur case blanche a6 · Tour noire sur case noire f6 · Roi blanc sur case blanche d5 | 4 |
| 3 | Tour blanche sur case blanche a8 · Roi noir sur case noire g7 · Pion blanc sur case blanche a6 · Tour noire sur case noire f6 · Roi blanc sur case blanche d5 | Tour blanche sur case blanche a8 · Roi noir sur case noire g7 · Pion blanc sur case blanche a6 · Tour noire sur case noire f6 · Roi blanc sur case blanche d5 | Tour blanche sur case blanche a8 · Roi noir sur case noire g7 · Pion blanc sur case blanche a6 · Tour noire sur case noire f6 · Roi blanc sur case blanche d5 | Tour blanche sur case blanche a8 · Roi noir sur case noire g7 · Pion blanc sur case blanche a6 · Tour noire sur case noire f6 · Roi blanc sur case blanche d5 | Tour blanche sur case blanche a8 · Roi noir sur case noire g7 · Pion blanc sur case blanche a6 · Tour noire sur case noire f6 · Roi blanc sur case blanche d5 | Tour blanche sur case blanche a8 · Roi noir sur case noire g7 · Pion blanc sur case blanche a6 · Tour noire sur case noire f6 · Roi blanc sur case blanche d5 | Tour blanche sur case blanche a8 · Roi noir sur case noire g7 · Pion blanc sur case blanche a6 · Tour noire sur case noire f6 · Roi blanc sur case blanche d5 | Tour blanche sur case blanche a8 · Roi noir sur case noire g7 · Pion blanc sur case blanche a6 · Tour noire sur case noire f6 · Roi blanc sur case blanche d5 | 3 |
| 2 | Tour blanche sur case blanche a8 · Roi noir sur case noire g7 · Pion blanc sur case blanche a6 · Tour noire sur case noire f6 · Roi blanc sur case blanche d5 | Tour blanche sur case blanche a8 · Roi noir sur case noire g7 · Pion blanc sur case blanche a6 · Tour noire sur case noire f6 · Roi blanc sur case blanche d5 | Tour blanche sur case blanche a8 · Roi noir sur case noire g7 · Pion blanc sur case blanche a6 · Tour noire sur case noire f6 · Roi blanc sur case blanche d5 | Tour blanche sur case blanche a8 · Roi noir sur case noire g7 · Pion blanc sur case blanche a6 · Tour noire sur case noire f6 · Roi blanc sur case blanche d5 | Tour blanche sur case blanche a8 · Roi noir sur case noire g7 · Pion blanc sur case blanche a6 · Tour noire sur case noire f6 · Roi blanc sur case blanche d5 | Tour blanche sur case blanche a8 · Roi noir sur case noire g7 · Pion blanc sur case blanche a6 · Tour noire sur case noire f6 · Roi blanc sur case blanche d5 | Tour blanche sur case blanche a8 · Roi noir sur case noire g7 · Pion blanc sur case blanche a6 · Tour noire sur case noire f6 · Roi blanc sur case blanche d5 | Tour blanche sur case blanche a8 · Roi noir sur case noire g7 · Pion blanc sur case blanche a6 · Tour noire sur case noire f6 · Roi blanc sur case blanche d5 | 2 |
| 1 | Tour blanche sur case blanche a8 · Roi noir sur case noire g7 · Pion blanc sur case blanche a6 · Tour noire sur case noire f6 · Roi blanc sur case blanche d5 | Tour blanche sur case blanche a8 · Roi noir sur case noire g7 · Pion blanc sur case blanche a6 · Tour noire sur case noire f6 · Roi blanc sur case blanche d5 | Tour blanche sur case blanche a8 · Roi noir sur case noire g7 · Pion blanc sur case blanche a6 · Tour noire sur case noire f6 · Roi blanc sur case blanche d5 | Tour blanche sur case blanche a8 · Roi noir sur case noire g7 · Pion blanc sur case blanche a6 · Tour noire sur case noire f6 · Roi blanc sur case blanche d5 | Tour blanche sur case blanche a8 · Roi noir sur case noire g7 · Pion blanc sur case blanche a6 · Tour noire sur case noire f6 · Roi blanc sur case blanche d5 | Tour blanche sur case blanche a8 · Roi noir sur case noire g7 · Pion blanc sur case blanche a6 · Tour noire sur case noire f6 · Roi blanc sur case blanche d5 | Tour blanche sur case blanche a8 · Roi noir sur case noire g7 · Pion blanc sur case blanche a6 · Tour noire sur case noire f6 · Roi blanc sur case blanche d5 | Tour blanche sur case blanche a8 · Roi noir sur case noire g7 · Pion blanc sur case blanche a6 · Tour noire sur case noire f6 · Roi blanc sur case blanche d5 | 1 |
|   | a | b | c | d | e | f | g | h |   |

Le diagramme de gauche présente la fin d'une finale tour et pion contre tour. Le grand pédagogue Siegbert Tarrasch a affirmé (à tort) que cette finale était gagnante pour les Blancs. Cependant Josef Vančura a découvert un moyen d'annuler pour les Noirs.

La manœuvre de Vančura consiste à donner des échecs latéraux avec la tour :

1...Tf5+ 2. Rc4 Tf6 3. Rb5 Tf5+ 4. Rb6 Tf6+ 5. Ra7 Tf7+ 6. Rb6 Tf6+  et les Blancs ne peuvent forcer le gain.
|   | a | b | c | d | e | f | g | h |   |
| 8 | Tour blanche sur case blanche a8 · Roi noir sur case noire g7 · Pion blanc sur case blanche a6 · cercle blanc sur case blanche e6 · cercle blanc sur case blanche f5 · cercle blanc sur case noire g5 · cercle blanc sur case blanche h5 · cercle blanc sur case noire f4 · cercle blanc sur case blanche g4 · cercle blanc sur case noire h4 · cercle blanc sur case noire e3 · cercle blanc sur case blanche f3 · cercle blanc sur case noire g3 · cercle blanc sur case blanche h3 · cercle blanc sur case noire d2 · cercle blanc sur case blanche e2 · cercle blanc sur case noire f2 · cercle blanc sur case blanche g2 · cercle blanc sur case noire h2 · Tour noire sur case noire a1 | Tour blanche sur case blanche a8 · Roi noir sur case noire g7 · Pion blanc sur case blanche a6 · cercle blanc sur case blanche e6 · cercle blanc sur case blanche f5 · cercle blanc sur case noire g5 · cercle blanc sur case blanche h5 · cercle blanc sur case noire f4 · cercle blanc sur case blanche g4 · cercle blanc sur case noire h4 · cercle blanc sur case noire e3 · cercle blanc sur case blanche f3 · cercle blanc sur case noire g3 · cercle blanc sur case blanche h3 · cercle blanc sur case noire d2 · cercle blanc sur case blanche e2 · cercle blanc sur case noire f2 · cercle blanc sur case blanche g2 · cercle blanc sur case noire h2 · Tour noire sur case noire a1 | Tour blanche sur case blanche a8 · Roi noir sur case noire g7 · Pion blanc sur case blanche a6 · cercle blanc sur case blanche e6 · cercle blanc sur case blanche f5 · cercle blanc sur case noire g5 · cercle blanc sur case blanche h5 · cercle blanc sur case noire f4 · cercle blanc sur case blanche g4 · cercle blanc sur case noire h4 · cercle blanc sur case noire e3 · cercle blanc sur case blanche f3 · cercle blanc sur case noire g3 · cercle blanc sur case blanche h3 · cercle blanc sur case noire d2 · cercle blanc sur case blanche e2 · cercle blanc sur case noire f2 · cercle blanc sur case blanche g2 · cercle blanc sur case noire h2 · Tour noire sur case noire a1 | Tour blanche sur case blanche a8 · Roi noir sur case noire g7 · Pion blanc sur case blanche a6 · cercle blanc sur case blanche e6 · cercle blanc sur case blanche f5 · cercle blanc sur case noire g5 · cercle blanc sur case blanche h5 · cercle blanc sur case noire f4 · cercle blanc sur case blanche g4 · cercle blanc sur case noire h4 · cercle blanc sur case noire e3 · cercle blanc sur case blanche f3 · cercle blanc sur case noire g3 · cercle blanc sur case blanche h3 · cercle blanc sur case noire d2 · cercle blanc sur case blanche e2 · cercle blanc sur case noire f2 · cercle blanc sur case blanche g2 · cercle blanc sur case noire h2 · Tour noire sur case noire a1 | Tour blanche sur case blanche a8 · Roi noir sur case noire g7 · Pion blanc sur case blanche a6 · cercle blanc sur case blanche e6 · cercle blanc sur case blanche f5 · cercle blanc sur case noire g5 · cercle blanc sur case blanche h5 · cercle blanc sur case noire f4 · cercle blanc sur case blanche g4 · cercle blanc sur case noire h4 · cercle blanc sur case noire e3 · cercle blanc sur case blanche f3 · cercle blanc sur case noire g3 · cercle blanc sur case blanche h3 · cercle blanc sur case noire d2 · cercle blanc sur case blanche e2 · cercle blanc sur case noire f2 · cercle blanc sur case blanche g2 · cercle blanc sur case noire h2 · Tour noire sur case noire a1 | Tour blanche sur case blanche a8 · Roi noir sur case noire g7 · Pion blanc sur case blanche a6 · cercle blanc sur case blanche e6 · cercle blanc sur case blanche f5 · cercle blanc sur case noire g5 · cercle blanc sur case blanche h5 · cercle blanc sur case noire f4 · cercle blanc sur case blanche g4 · cercle blanc sur case noire h4 · cercle blanc sur case noire e3 · cercle blanc sur case blanche f3 · cercle blanc sur case noire g3 · cercle blanc sur case blanche h3 · cercle blanc sur case noire d2 · cercle blanc sur case blanche e2 · cercle blanc sur case noire f2 · cercle blanc sur case blanche g2 · cercle blanc sur case noire h2 · Tour noire sur case noire a1 | Tour blanche sur case blanche a8 · Roi noir sur case noire g7 · Pion blanc sur case blanche a6 · cercle blanc sur case blanche e6 · cercle blanc sur case blanche f5 · cercle blanc sur case noire g5 · cercle blanc sur case blanche h5 · cercle blanc sur case noire f4 · cercle blanc sur case blanche g4 · cercle blanc sur case noire h4 · cercle blanc sur case noire e3 · cercle blanc sur case blanche f3 · cercle blanc sur case noire g3 · cercle blanc sur case blanche h3 · cercle blanc sur case noire d2 · cercle blanc sur case blanche e2 · cercle blanc sur case noire f2 · cercle blanc sur case blanche g2 · cercle blanc sur case noire h2 · Tour noire sur case noire a1 | Tour blanche sur case blanche a8 · Roi noir sur case noire g7 · Pion blanc sur case blanche a6 · cercle blanc sur case blanche e6 · cercle blanc sur case blanche f5 · cercle blanc sur case noire g5 · cercle blanc sur case blanche h5 · cercle blanc sur case noire f4 · cercle blanc sur case blanche g4 · cercle blanc sur case noire h4 · cercle blanc sur case noire e3 · cercle blanc sur case blanche f3 · cercle blanc sur case noire g3 · cercle blanc sur case blanche h3 · cercle blanc sur case noire d2 · cercle blanc sur case blanche e2 · cercle blanc sur case noire f2 · cercle blanc sur case blanche g2 · cercle blanc sur case noire h2 · Tour noire sur case noire a1 | 8 |
| 7 | Tour blanche sur case blanche a8 · Roi noir sur case noire g7 · Pion blanc sur case blanche a6 · cercle blanc sur case blanche e6 · cercle blanc sur case blanche f5 · cercle blanc sur case noire g5 · cercle blanc sur case blanche h5 · cercle blanc sur case noire f4 · cercle blanc sur case blanche g4 · cercle blanc sur case noire h4 · cercle blanc sur case noire e3 · cercle blanc sur case blanche f3 · cercle blanc sur case noire g3 · cercle blanc sur case blanche h3 · cercle blanc sur case noire d2 · cercle blanc sur case blanche e2 · cercle blanc sur case noire f2 · cercle blanc sur case blanche g2 · cercle blanc sur case noire h2 · Tour noire sur case noire a1 | Tour blanche sur case blanche a8 · Roi noir sur case noire g7 · Pion blanc sur case blanche a6 · cercle blanc sur case blanche e6 · cercle blanc sur case blanche f5 · cercle blanc sur case noire g5 · cercle blanc sur case blanche h5 · cercle blanc sur case noire f4 · cercle blanc sur case blanche g4 · cercle blanc sur case noire h4 · cercle blanc sur case noire e3 · cercle blanc sur case blanche f3 · cercle blanc sur case noire g3 · cercle blanc sur case blanche h3 · cercle blanc sur case noire d2 · cercle blanc sur case blanche e2 · cercle blanc sur case noire f2 · cercle blanc sur case blanche g2 · cercle blanc sur case noire h2 · Tour noire sur case noire a1 | Tour blanche sur case blanche a8 · Roi noir sur case noire g7 · Pion blanc sur case blanche a6 · cercle blanc sur case blanche e6 · cercle blanc sur case blanche f5 · cercle blanc sur case noire g5 · cercle blanc sur case blanche h5 · cercle blanc sur case noire f4 · cercle blanc sur case blanche g4 · cercle blanc sur case noire h4 · cercle blanc sur case noire e3 · cercle blanc sur case blanche f3 · cercle blanc sur case noire g3 · cercle blanc sur case blanche h3 · cercle blanc sur case noire d2 · cercle blanc sur case blanche e2 · cercle blanc sur case noire f2 · cercle blanc sur case blanche g2 · cercle blanc sur case noire h2 · Tour noire sur case noire a1 | Tour blanche sur case blanche a8 · Roi noir sur case noire g7 · Pion blanc sur case blanche a6 · cercle blanc sur case blanche e6 · cercle blanc sur case blanche f5 · cercle blanc sur case noire g5 · cercle blanc sur case blanche h5 · cercle blanc sur case noire f4 · cercle blanc sur case blanche g4 · cercle blanc sur case noire h4 · cercle blanc sur case noire e3 · cercle blanc sur case blanche f3 · cercle blanc sur case noire g3 · cercle blanc sur case blanche h3 · cercle blanc sur case noire d2 · cercle blanc sur case blanche e2 · cercle blanc sur case noire f2 · cercle blanc sur case blanche g2 · cercle blanc sur case noire h2 · Tour noire sur case noire a1 | Tour blanche sur case blanche a8 · Roi noir sur case noire g7 · Pion blanc sur case blanche a6 · cercle blanc sur case blanche e6 · cercle blanc sur case blanche f5 · cercle blanc sur case noire g5 · cercle blanc sur case blanche h5 · cercle blanc sur case noire f4 · cercle blanc sur case blanche g4 · cercle blanc sur case noire h4 · cercle blanc sur case noire e3 · cercle blanc sur case blanche f3 · cercle blanc sur case noire g3 · cercle blanc sur case blanche h3 · cercle blanc sur case noire d2 · cercle blanc sur case blanche e2 · cercle blanc sur case noire f2 · cercle blanc sur case blanche g2 · cercle blanc sur case noire h2 · Tour noire sur case noire a1 | Tour blanche sur case blanche a8 · Roi noir sur case noire g7 · Pion blanc sur case blanche a6 · cercle blanc sur case blanche e6 · cercle blanc sur case blanche f5 · cercle blanc sur case noire g5 · cercle blanc sur case blanche h5 · cercle blanc sur case noire f4 · cercle blanc sur case blanche g4 · cercle blanc sur case noire h4 · cercle blanc sur case noire e3 · cercle blanc sur case blanche f3 · cercle blanc sur case noire g3 · cercle blanc sur case blanche h3 · cercle blanc sur case noire d2 · cercle blanc sur case blanche e2 · cercle blanc sur case noire f2 · cercle blanc sur case blanche g2 · cercle blanc sur case noire h2 · Tour noire sur case noire a1 | Tour blanche sur case blanche a8 · Roi noir sur case noire g7 · Pion blanc sur case blanche a6 · cercle blanc sur case blanche e6 · cercle blanc sur case blanche f5 · cercle blanc sur case noire g5 · cercle blanc sur case blanche h5 · cercle blanc sur case noire f4 · cercle blanc sur case blanche g4 · cercle blanc sur case noire h4 · cercle blanc sur case noire e3 · cercle blanc sur case blanche f3 · cercle blanc sur case noire g3 · cercle blanc sur case blanche h3 · cercle blanc sur case noire d2 · cercle blanc sur case blanche e2 · cercle blanc sur case noire f2 · cercle blanc sur case blanche g2 · cercle blanc sur case noire h2 · Tour noire sur case noire a1 | Tour blanche sur case blanche a8 · Roi noir sur case noire g7 · Pion blanc sur case blanche a6 · cercle blanc sur case blanche e6 · cercle blanc sur case blanche f5 · cercle blanc sur case noire g5 · cercle blanc sur case blanche h5 · cercle blanc sur case noire f4 · cercle blanc sur case blanche g4 · cercle blanc sur case noire h4 · cercle blanc sur case noire e3 · cercle blanc sur case blanche f3 · cercle blanc sur case noire g3 · cercle blanc sur case blanche h3 · cercle blanc sur case noire d2 · cercle blanc sur case blanche e2 · cercle blanc sur case noire f2 · cercle blanc sur case blanche g2 · cercle blanc sur case noire h2 · Tour noire sur case noire a1 | 7 |
| 6 | Tour blanche sur case blanche a8 · Roi noir sur case noire g7 · Pion blanc sur case blanche a6 · cercle blanc sur case blanche e6 · cercle blanc sur case blanche f5 · cercle blanc sur case noire g5 · cercle blanc sur case blanche h5 · cercle blanc sur case noire f4 · cercle blanc sur case blanche g4 · cercle blanc sur case noire h4 · cercle blanc sur case noire e3 · cercle blanc sur case blanche f3 · cercle blanc sur case noire g3 · cercle blanc sur case blanche h3 · cercle blanc sur case noire d2 · cercle blanc sur case blanche e2 · cercle blanc sur case noire f2 · cercle blanc sur case blanche g2 · cercle blanc sur case noire h2 · Tour noire sur case noire a1 | Tour blanche sur case blanche a8 · Roi noir sur case noire g7 · Pion blanc sur case blanche a6 · cercle blanc sur case blanche e6 · cercle blanc sur case blanche f5 · cercle blanc sur case noire g5 · cercle blanc sur case blanche h5 · cercle blanc sur case noire f4 · cercle blanc sur case blanche g4 · cercle blanc sur case noire h4 · cercle blanc sur case noire e3 · cercle blanc sur case blanche f3 · cercle blanc sur case noire g3 · cercle blanc sur case blanche h3 · cercle blanc sur case noire d2 · cercle blanc sur case blanche e2 · cercle blanc sur case noire f2 · cercle blanc sur case blanche g2 · cercle blanc sur case noire h2 · Tour noire sur case noire a1 | Tour blanche sur case blanche a8 · Roi noir sur case noire g7 · Pion blanc sur case blanche a6 · cercle blanc sur case blanche e6 · cercle blanc sur case blanche f5 · cercle blanc sur case noire g5 · cercle blanc sur case blanche h5 · cercle blanc sur case noire f4 · cercle blanc sur case blanche g4 · cercle blanc sur case noire h4 · cercle blanc sur case noire e3 · cercle blanc sur case blanche f3 · cercle blanc sur case noire g3 · cercle blanc sur case blanche h3 · cercle blanc sur case noire d2 · cercle blanc sur case blanche e2 · cercle blanc sur case noire f2 · cercle blanc sur case blanche g2 · cercle blanc sur case noire h2 · Tour noire sur case noire a1 | Tour blanche sur case blanche a8 · Roi noir sur case noire g7 · Pion blanc sur case blanche a6 · cercle blanc sur case blanche e6 · cercle blanc sur case blanche f5 · cercle blanc sur case noire g5 · cercle blanc sur case blanche h5 · cercle blanc sur case noire f4 · cercle blanc sur case blanche g4 · cercle blanc sur case noire h4 · cercle blanc sur case noire e3 · cercle blanc sur case blanche f3 · cercle blanc sur case noire g3 · cercle blanc sur case blanche h3 · cercle blanc sur case noire d2 · cercle blanc sur case blanche e2 · cercle blanc sur case noire f2 · cercle blanc sur case blanche g2 · cercle blanc sur case noire h2 · Tour noire sur case noire a1 | Tour blanche sur case blanche a8 · Roi noir sur case noire g7 · Pion blanc sur case blanche a6 · cercle blanc sur case blanche e6 · cercle blanc sur case blanche f5 · cercle blanc sur case noire g5 · cercle blanc sur case blanche h5 · cercle blanc sur case noire f4 · cercle blanc sur case blanche g4 · cercle blanc sur case noire h4 · cercle blanc sur case noire e3 · cercle blanc sur case blanche f3 · cercle blanc sur case noire g3 · cercle blanc sur case blanche h3 · cercle blanc sur case noire d2 · cercle blanc sur case blanche e2 · cercle blanc sur case noire f2 · cercle blanc sur case blanche g2 · cercle blanc sur case noire h2 · Tour noire sur case noire a1 | Tour blanche sur case blanche a8 · Roi noir sur case noire g7 · Pion blanc sur case blanche a6 · cercle blanc sur case blanche e6 · cercle blanc sur case blanche f5 · cercle blanc sur case noire g5 · cercle blanc sur case blanche h5 · cercle blanc sur case noire f4 · cercle blanc sur case blanche g4 · cercle blanc sur case noire h4 · cercle blanc sur case noire e3 · cercle blanc sur case blanche f3 · cercle blanc sur case noire g3 · cercle blanc sur case blanche h3 · cercle blanc sur case noire d2 · cercle blanc sur case blanche e2 · cercle blanc sur case noire f2 · cercle blanc sur case blanche g2 · cercle blanc sur case noire h2 · Tour noire sur case noire a1 | Tour blanche sur case blanche a8 · Roi noir sur case noire g7 · Pion blanc sur case blanche a6 · cercle blanc sur case blanche e6 · cercle blanc sur case blanche f5 · cercle blanc sur case noire g5 · cercle blanc sur case blanche h5 · cercle blanc sur case noire f4 · cercle blanc sur case blanche g4 · cercle blanc sur case noire h4 · cercle blanc sur case noire e3 · cercle blanc sur case blanche f3 · cercle blanc sur case noire g3 · cercle blanc sur case blanche h3 · cercle blanc sur case noire d2 · cercle blanc sur case blanche e2 · cercle blanc sur case noire f2 · cercle blanc sur case blanche g2 · cercle blanc sur case noire h2 · Tour noire sur case noire a1 | Tour blanche sur case blanche a8 · Roi noir sur case noire g7 · Pion blanc sur case blanche a6 · cercle blanc sur case blanche e6 · cercle blanc sur case blanche f5 · cercle blanc sur case noire g5 · cercle blanc sur case blanche h5 · cercle blanc sur case noire f4 · cercle blanc sur case blanche g4 · cercle blanc sur case noire h4 · cercle blanc sur case noire e3 · cercle blanc sur case blanche f3 · cercle blanc sur case noire g3 · cercle blanc sur case blanche h3 · cercle blanc sur case noire d2 · cercle blanc sur case blanche e2 · cercle blanc sur case noire f2 · cercle blanc sur case blanche g2 · cercle blanc sur case noire h2 · Tour noire sur case noire a1 | 6 |
| 5 | Tour blanche sur case blanche a8 · Roi noir sur case noire g7 · Pion blanc sur case blanche a6 · cercle blanc sur case blanche e6 · cercle blanc sur case blanche f5 · cercle blanc sur case noire g5 · cercle blanc sur case blanche h5 · cercle blanc sur case noire f4 · cercle blanc sur case blanche g4 · cercle blanc sur case noire h4 · cercle blanc sur case noire e3 · cercle blanc sur case blanche f3 · cercle blanc sur case noire g3 · cercle blanc sur case blanche h3 · cercle blanc sur case noire d2 · cercle blanc sur case blanche e2 · cercle blanc sur case noire f2 · cercle blanc sur case blanche g2 · cercle blanc sur case noire h2 · Tour noire sur case noire a1 | Tour blanche sur case blanche a8 · Roi noir sur case noire g7 · Pion blanc sur case blanche a6 · cercle blanc sur case blanche e6 · cercle blanc sur case blanche f5 · cercle blanc sur case noire g5 · cercle blanc sur case blanche h5 · cercle blanc sur case noire f4 · cercle blanc sur case blanche g4 · cercle blanc sur case noire h4 · cercle blanc sur case noire e3 · cercle blanc sur case blanche f3 · cercle blanc sur case noire g3 · cercle blanc sur case blanche h3 · cercle blanc sur case noire d2 · cercle blanc sur case blanche e2 · cercle blanc sur case noire f2 · cercle blanc sur case blanche g2 · cercle blanc sur case noire h2 · Tour noire sur case noire a1 | Tour blanche sur case blanche a8 · Roi noir sur case noire g7 · Pion blanc sur case blanche a6 · cercle blanc sur case blanche e6 · cercle blanc sur case blanche f5 · cercle blanc sur case noire g5 · cercle blanc sur case blanche h5 · cercle blanc sur case noire f4 · cercle blanc sur case blanche g4 · cercle blanc sur case noire h4 · cercle blanc sur case noire e3 · cercle blanc sur case blanche f3 · cercle blanc sur case noire g3 · cercle blanc sur case blanche h3 · cercle blanc sur case noire d2 · cercle blanc sur case blanche e2 · cercle blanc sur case noire f2 · cercle blanc sur case blanche g2 · cercle blanc sur case noire h2 · Tour noire sur case noire a1 | Tour blanche sur case blanche a8 · Roi noir sur case noire g7 · Pion blanc sur case blanche a6 · cercle blanc sur case blanche e6 · cercle blanc sur case blanche f5 · cercle blanc sur case noire g5 · cercle blanc sur case blanche h5 · cercle blanc sur case noire f4 · cercle blanc sur case blanche g4 · cercle blanc sur case noire h4 · cercle blanc sur case noire e3 · cercle blanc sur case blanche f3 · cercle blanc sur case noire g3 · cercle blanc sur case blanche h3 · cercle blanc sur case noire d2 · cercle blanc sur case blanche e2 · cercle blanc sur case noire f2 · cercle blanc sur case blanche g2 · cercle blanc sur case noire h2 · Tour noire sur case noire a1 | Tour blanche sur case blanche a8 · Roi noir sur case noire g7 · Pion blanc sur case blanche a6 · cercle blanc sur case blanche e6 · cercle blanc sur case blanche f5 · cercle blanc sur case noire g5 · cercle blanc sur case blanche h5 · cercle blanc sur case noire f4 · cercle blanc sur case blanche g4 · cercle blanc sur case noire h4 · cercle blanc sur case noire e3 · cercle blanc sur case blanche f3 · cercle blanc sur case noire g3 · cercle blanc sur case blanche h3 · cercle blanc sur case noire d2 · cercle blanc sur case blanche e2 · cercle blanc sur case noire f2 · cercle blanc sur case blanche g2 · cercle blanc sur case noire h2 · Tour noire sur case noire a1 | Tour blanche sur case blanche a8 · Roi noir sur case noire g7 · Pion blanc sur case blanche a6 · cercle blanc sur case blanche e6 · cercle blanc sur case blanche f5 · cercle blanc sur case noire g5 · cercle blanc sur case blanche h5 · cercle blanc sur case noire f4 · cercle blanc sur case blanche g4 · cercle blanc sur case noire h4 · cercle blanc sur case noire e3 · cercle blanc sur case blanche f3 · cercle blanc sur case noire g3 · cercle blanc sur case blanche h3 · cercle blanc sur case noire d2 · cercle blanc sur case blanche e2 · cercle blanc sur case noire f2 · cercle blanc sur case blanche g2 · cercle blanc sur case noire h2 · Tour noire sur case noire a1 | Tour blanche sur case blanche a8 · Roi noir sur case noire g7 · Pion blanc sur case blanche a6 · cercle blanc sur case blanche e6 · cercle blanc sur case blanche f5 · cercle blanc sur case noire g5 · cercle blanc sur case blanche h5 · cercle blanc sur case noire f4 · cercle blanc sur case blanche g4 · cercle blanc sur case noire h4 · cercle blanc sur case noire e3 · cercle blanc sur case blanche f3 · cercle blanc sur case noire g3 · cercle blanc sur case blanche h3 · cercle blanc sur case noire d2 · cercle blanc sur case blanche e2 · cercle blanc sur case noire f2 · cercle blanc sur case blanche g2 · cercle blanc sur case noire h2 · Tour noire sur case noire a1 | Tour blanche sur case blanche a8 · Roi noir sur case noire g7 · Pion blanc sur case blanche a6 · cercle blanc sur case blanche e6 · cercle blanc sur case blanche f5 · cercle blanc sur case noire g5 · cercle blanc sur case blanche h5 · cercle blanc sur case noire f4 · cercle blanc sur case blanche g4 · cercle blanc sur case noire h4 · cercle blanc sur case noire e3 · cercle blanc sur case blanche f3 · cercle blanc sur case noire g3 · cercle blanc sur case blanche h3 · cercle blanc sur case noire d2 · cercle blanc sur case blanche e2 · cercle blanc sur case noire f2 · cercle blanc sur case blanche g2 · cercle blanc sur case noire h2 · Tour noire sur case noire a1 | 5 |
| 4 | Tour blanche sur case blanche a8 · Roi noir sur case noire g7 · Pion blanc sur case blanche a6 · cercle blanc sur case blanche e6 · cercle blanc sur case blanche f5 · cercle blanc sur case noire g5 · cercle blanc sur case blanche h5 · cercle blanc sur case noire f4 · cercle blanc sur case blanche g4 · cercle blanc sur case noire h4 · cercle blanc sur case noire e3 · cercle blanc sur case blanche f3 · cercle blanc sur case noire g3 · cercle blanc sur case blanche h3 · cercle blanc sur case noire d2 · cercle blanc sur case blanche e2 · cercle blanc sur case noire f2 · cercle blanc sur case blanche g2 · cercle blanc sur case noire h2 · Tour noire sur case noire a1 | Tour blanche sur case blanche a8 · Roi noir sur case noire g7 · Pion blanc sur case blanche a6 · cercle blanc sur case blanche e6 · cercle blanc sur case blanche f5 · cercle blanc sur case noire g5 · cercle blanc sur case blanche h5 · cercle blanc sur case noire f4 · cercle blanc sur case blanche g4 · cercle blanc sur case noire h4 · cercle blanc sur case noire e3 · cercle blanc sur case blanche f3 · cercle blanc sur case noire g3 · cercle blanc sur case blanche h3 · cercle blanc sur case noire d2 · cercle blanc sur case blanche e2 · cercle blanc sur case noire f2 · cercle blanc sur case blanche g2 · cercle blanc sur case noire h2 · Tour noire sur case noire a1 | Tour blanche sur case blanche a8 · Roi noir sur case noire g7 · Pion blanc sur case blanche a6 · cercle blanc sur case blanche e6 · cercle blanc sur case blanche f5 · cercle blanc sur case noire g5 · cercle blanc sur case blanche h5 · cercle blanc sur case noire f4 · cercle blanc sur case blanche g4 · cercle blanc sur case noire h4 · cercle blanc sur case noire e3 · cercle blanc sur case blanche f3 · cercle blanc sur case noire g3 · cercle blanc sur case blanche h3 · cercle blanc sur case noire d2 · cercle blanc sur case blanche e2 · cercle blanc sur case noire f2 · cercle blanc sur case blanche g2 · cercle blanc sur case noire h2 · Tour noire sur case noire a1 | Tour blanche sur case blanche a8 · Roi noir sur case noire g7 · Pion blanc sur case blanche a6 · cercle blanc sur case blanche e6 · cercle blanc sur case blanche f5 · cercle blanc sur case noire g5 · cercle blanc sur case blanche h5 · cercle blanc sur case noire f4 · cercle blanc sur case blanche g4 · cercle blanc sur case noire h4 · cercle blanc sur case noire e3 · cercle blanc sur case blanche f3 · cercle blanc sur case noire g3 · cercle blanc sur case blanche h3 · cercle blanc sur case noire d2 · cercle blanc sur case blanche e2 · cercle blanc sur case noire f2 · cercle blanc sur case blanche g2 · cercle blanc sur case noire h2 · Tour noire sur case noire a1 | Tour blanche sur case blanche a8 · Roi noir sur case noire g7 · Pion blanc sur case blanche a6 · cercle blanc sur case blanche e6 · cercle blanc sur case blanche f5 · cercle blanc sur case noire g5 · cercle blanc sur case blanche h5 · cercle blanc sur case noire f4 · cercle blanc sur case blanche g4 · cercle blanc sur case noire h4 · cercle blanc sur case noire e3 · cercle blanc sur case blanche f3 · cercle blanc sur case noire g3 · cercle blanc sur case blanche h3 · cercle blanc sur case noire d2 · cercle blanc sur case blanche e2 · cercle blanc sur case noire f2 · cercle blanc sur case blanche g2 · cercle blanc sur case noire h2 · Tour noire sur case noire a1 | Tour blanche sur case blanche a8 · Roi noir sur case noire g7 · Pion blanc sur case blanche a6 · cercle blanc sur case blanche e6 · cercle blanc sur case blanche f5 · cercle blanc sur case noire g5 · cercle blanc sur case blanche h5 · cercle blanc sur case noire f4 · cercle blanc sur case blanche g4 · cercle blanc sur case noire h4 · cercle blanc sur case noire e3 · cercle blanc sur case blanche f3 · cercle blanc sur case noire g3 · cercle blanc sur case blanche h3 · cercle blanc sur case noire d2 · cercle blanc sur case blanche e2 · cercle blanc sur case noire f2 · cercle blanc sur case blanche g2 · cercle blanc sur case noire h2 · Tour noire sur case noire a1 | Tour blanche sur case blanche a8 · Roi noir sur case noire g7 · Pion blanc sur case blanche a6 · cercle blanc sur case blanche e6 · cercle blanc sur case blanche f5 · cercle blanc sur case noire g5 · cercle blanc sur case blanche h5 · cercle blanc sur case noire f4 · cercle blanc sur case blanche g4 · cercle blanc sur case noire h4 · cercle blanc sur case noire e3 · cercle blanc sur case blanche f3 · cercle blanc sur case noire g3 · cercle blanc sur case blanche h3 · cercle blanc sur case noire d2 · cercle blanc sur case blanche e2 · cercle blanc sur case noire f2 · cercle blanc sur case blanche g2 · cercle blanc sur case noire h2 · Tour noire sur case noire a1 | Tour blanche sur case blanche a8 · Roi noir sur case noire g7 · Pion blanc sur case blanche a6 · cercle blanc sur case blanche e6 · cercle blanc sur case blanche f5 · cercle blanc sur case noire g5 · cercle blanc sur case blanche h5 · cercle blanc sur case noire f4 · cercle blanc sur case blanche g4 · cercle blanc sur case noire h4 · cercle blanc sur case noire e3 · cercle blanc sur case blanche f3 · cercle blanc sur case noire g3 · cercle blanc sur case blanche h3 · cercle blanc sur case noire d2 · cercle blanc sur case blanche e2 · cercle blanc sur case noire f2 · cercle blanc sur case blanche g2 · cercle blanc sur case noire h2 · Tour noire sur case noire a1 | 4 |
| 3 | Tour blanche sur case blanche a8 · Roi noir sur case noire g7 · Pion blanc sur case blanche a6 · cercle blanc sur case blanche e6 · cercle blanc sur case blanche f5 · cercle blanc sur case noire g5 · cercle blanc sur case blanche h5 · cercle blanc sur case noire f4 · cercle blanc sur case blanche g4 · cercle blanc sur case noire h4 · cercle blanc sur case noire e3 · cercle blanc sur case blanche f3 · cercle blanc sur case noire g3 · cercle blanc sur case blanche h3 · cercle blanc sur case noire d2 · cercle blanc sur case blanche e2 · cercle blanc sur case noire f2 · cercle blanc sur case blanche g2 · cercle blanc sur case noire h2 · Tour noire sur case noire a1 | Tour blanche sur case blanche a8 · Roi noir sur case noire g7 · Pion blanc sur case blanche a6 · cercle blanc sur case blanche e6 · cercle blanc sur case blanche f5 · cercle blanc sur case noire g5 · cercle blanc sur case blanche h5 · cercle blanc sur case noire f4 · cercle blanc sur case blanche g4 · cercle blanc sur case noire h4 · cercle blanc sur case noire e3 · cercle blanc sur case blanche f3 · cercle blanc sur case noire g3 · cercle blanc sur case blanche h3 · cercle blanc sur case noire d2 · cercle blanc sur case blanche e2 · cercle blanc sur case noire f2 · cercle blanc sur case blanche g2 · cercle blanc sur case noire h2 · Tour noire sur case noire a1 | Tour blanche sur case blanche a8 · Roi noir sur case noire g7 · Pion blanc sur case blanche a6 · cercle blanc sur case blanche e6 · cercle blanc sur case blanche f5 · cercle blanc sur case noire g5 · cercle blanc sur case blanche h5 · cercle blanc sur case noire f4 · cercle blanc sur case blanche g4 · cercle blanc sur case noire h4 · cercle blanc sur case noire e3 · cercle blanc sur case blanche f3 · cercle blanc sur case noire g3 · cercle blanc sur case blanche h3 · cercle blanc sur case noire d2 · cercle blanc sur case blanche e2 · cercle blanc sur case noire f2 · cercle blanc sur case blanche g2 · cercle blanc sur case noire h2 · Tour noire sur case noire a1 | Tour blanche sur case blanche a8 · Roi noir sur case noire g7 · Pion blanc sur case blanche a6 · cercle blanc sur case blanche e6 · cercle blanc sur case blanche f5 · cercle blanc sur case noire g5 · cercle blanc sur case blanche h5 · cercle blanc sur case noire f4 · cercle blanc sur case blanche g4 · cercle blanc sur case noire h4 · cercle blanc sur case noire e3 · cercle blanc sur case blanche f3 · cercle blanc sur case noire g3 · cercle blanc sur case blanche h3 · cercle blanc sur case noire d2 · cercle blanc sur case blanche e2 · cercle blanc sur case noire f2 · cercle blanc sur case blanche g2 · cercle blanc sur case noire h2 · Tour noire sur case noire a1 | Tour blanche sur case blanche a8 · Roi noir sur case noire g7 · Pion blanc sur case blanche a6 · cercle blanc sur case blanche e6 · cercle blanc sur case blanche f5 · cercle blanc sur case noire g5 · cercle blanc sur case blanche h5 · cercle blanc sur case noire f4 · cercle blanc sur case blanche g4 · cercle blanc sur case noire h4 · cercle blanc sur case noire e3 · cercle blanc sur case blanche f3 · cercle blanc sur case noire g3 · cercle blanc sur case blanche h3 · cercle blanc sur case noire d2 · cercle blanc sur case blanche e2 · cercle blanc sur case noire f2 · cercle blanc sur case blanche g2 · cercle blanc sur case noire h2 · Tour noire sur case noire a1 | Tour blanche sur case blanche a8 · Roi noir sur case noire g7 · Pion blanc sur case blanche a6 · cercle blanc sur case blanche e6 · cercle blanc sur case blanche f5 · cercle blanc sur case noire g5 · cercle blanc sur case blanche h5 · cercle blanc sur case noire f4 · cercle blanc sur case blanche g4 · cercle blanc sur case noire h4 · cercle blanc sur case noire e3 · cercle blanc sur case blanche f3 · cercle blanc sur case noire g3 · cercle blanc sur case blanche h3 · cercle blanc sur case noire d2 · cercle blanc sur case blanche e2 · cercle blanc sur case noire f2 · cercle blanc sur case blanche g2 · cercle blanc sur case noire h2 · Tour noire sur case noire a1 | Tour blanche sur case blanche a8 · Roi noir sur case noire g7 · Pion blanc sur case blanche a6 · cercle blanc sur case blanche e6 · cercle blanc sur case blanche f5 · cercle blanc sur case noire g5 · cercle blanc sur case blanche h5 · cercle blanc sur case noire f4 · cercle blanc sur case blanche g4 · cercle blanc sur case noire h4 · cercle blanc sur case noire e3 · cercle blanc sur case blanche f3 · cercle blanc sur case noire g3 · cercle blanc sur case blanche h3 · cercle blanc sur case noire d2 · cercle blanc sur case blanche e2 · cercle blanc sur case noire f2 · cercle blanc sur case blanche g2 · cercle blanc sur case noire h2 · Tour noire sur case noire a1 | Tour blanche sur case blanche a8 · Roi noir sur case noire g7 · Pion blanc sur case blanche a6 · cercle blanc sur case blanche e6 · cercle blanc sur case blanche f5 · cercle blanc sur case noire g5 · cercle blanc sur case blanche h5 · cercle blanc sur case noire f4 · cercle blanc sur case blanche g4 · cercle blanc sur case noire h4 · cercle blanc sur case noire e3 · cercle blanc sur case blanche f3 · cercle blanc sur case noire g3 · cercle blanc sur case blanche h3 · cercle blanc sur case noire d2 · cercle blanc sur case blanche e2 · cercle blanc sur case noire f2 · cercle blanc sur case blanche g2 · cercle blanc sur case noire h2 · Tour noire sur case noire a1 | 3 |
| 2 | Tour blanche sur case blanche a8 · Roi noir sur case noire g7 · Pion blanc sur case blanche a6 · cercle blanc sur case blanche e6 · cercle blanc sur case blanche f5 · cercle blanc sur case noire g5 · cercle blanc sur case blanche h5 · cercle blanc sur case noire f4 · cercle blanc sur case blanche g4 · cercle blanc sur case noire h4 · cercle blanc sur case noire e3 · cercle blanc sur case blanche f3 · cercle blanc sur case noire g3 · cercle blanc sur case blanche h3 · cercle blanc sur case noire d2 · cercle blanc sur case blanche e2 · cercle blanc sur case noire f2 · cercle blanc sur case blanche g2 · cercle blanc sur case noire h2 · Tour noire sur case noire a1 | Tour blanche sur case blanche a8 · Roi noir sur case noire g7 · Pion blanc sur case blanche a6 · cercle blanc sur case blanche e6 · cercle blanc sur case blanche f5 · cercle blanc sur case noire g5 · cercle blanc sur case blanche h5 · cercle blanc sur case noire f4 · cercle blanc sur case blanche g4 · cercle blanc sur case noire h4 · cercle blanc sur case noire e3 · cercle blanc sur case blanche f3 · cercle blanc sur case noire g3 · cercle blanc sur case blanche h3 · cercle blanc sur case noire d2 · cercle blanc sur case blanche e2 · cercle blanc sur case noire f2 · cercle blanc sur case blanche g2 · cercle blanc sur case noire h2 · Tour noire sur case noire a1 | Tour blanche sur case blanche a8 · Roi noir sur case noire g7 · Pion blanc sur case blanche a6 · cercle blanc sur case blanche e6 · cercle blanc sur case blanche f5 · cercle blanc sur case noire g5 · cercle blanc sur case blanche h5 · cercle blanc sur case noire f4 · cercle blanc sur case blanche g4 · cercle blanc sur case noire h4 · cercle blanc sur case noire e3 · cercle blanc sur case blanche f3 · cercle blanc sur case noire g3 · cercle blanc sur case blanche h3 · cercle blanc sur case noire d2 · cercle blanc sur case blanche e2 · cercle blanc sur case noire f2 · cercle blanc sur case blanche g2 · cercle blanc sur case noire h2 · Tour noire sur case noire a1 | Tour blanche sur case blanche a8 · Roi noir sur case noire g7 · Pion blanc sur case blanche a6 · cercle blanc sur case blanche e6 · cercle blanc sur case blanche f5 · cercle blanc sur case noire g5 · cercle blanc sur case blanche h5 · cercle blanc sur case noire f4 · cercle blanc sur case blanche g4 · cercle blanc sur case noire h4 · cercle blanc sur case noire e3 · cercle blanc sur case blanche f3 · cercle blanc sur case noire g3 · cercle blanc sur case blanche h3 · cercle blanc sur case noire d2 · cercle blanc sur case blanche e2 · cercle blanc sur case noire f2 · cercle blanc sur case blanche g2 · cercle blanc sur case noire h2 · Tour noire sur case noire a1 | Tour blanche sur case blanche a8 · Roi noir sur case noire g7 · Pion blanc sur case blanche a6 · cercle blanc sur case blanche e6 · cercle blanc sur case blanche f5 · cercle blanc sur case noire g5 · cercle blanc sur case blanche h5 · cercle blanc sur case noire f4 · cercle blanc sur case blanche g4 · cercle blanc sur case noire h4 · cercle blanc sur case noire e3 · cercle blanc sur case blanche f3 · cercle blanc sur case noire g3 · cercle blanc sur case blanche h3 · cercle blanc sur case noire d2 · cercle blanc sur case blanche e2 · cercle blanc sur case noire f2 · cercle blanc sur case blanche g2 · cercle blanc sur case noire h2 · Tour noire sur case noire a1 | Tour blanche sur case blanche a8 · Roi noir sur case noire g7 · Pion blanc sur case blanche a6 · cercle blanc sur case blanche e6 · cercle blanc sur case blanche f5 · cercle blanc sur case noire g5 · cercle blanc sur case blanche h5 · cercle blanc sur case noire f4 · cercle blanc sur case blanche g4 · cercle blanc sur case noire h4 · cercle blanc sur case noire e3 · cercle blanc sur case blanche f3 · cercle blanc sur case noire g3 · cercle blanc sur case blanche h3 · cercle blanc sur case noire d2 · cercle blanc sur case blanche e2 · cercle blanc sur case noire f2 · cercle blanc sur case blanche g2 · cercle blanc sur case noire h2 · Tour noire sur case noire a1 | Tour blanche sur case blanche a8 · Roi noir sur case noire g7 · Pion blanc sur case blanche a6 · cercle blanc sur case blanche e6 · cercle blanc sur case blanche f5 · cercle blanc sur case noire g5 · cercle blanc sur case blanche h5 · cercle blanc sur case noire f4 · cercle blanc sur case blanche g4 · cercle blanc sur case noire h4 · cercle blanc sur case noire e3 · cercle blanc sur case blanche f3 · cercle blanc sur case noire g3 · cercle blanc sur case blanche h3 · cercle blanc sur case noire d2 · cercle blanc sur case blanche e2 · cercle blanc sur case noire f2 · cercle blanc sur case blanche g2 · cercle blanc sur case noire h2 · Tour noire sur case noire a1 | Tour blanche sur case blanche a8 · Roi noir sur case noire g7 · Pion blanc sur case blanche a6 · cercle blanc sur case blanche e6 · cercle blanc sur case blanche f5 · cercle blanc sur case noire g5 · cercle blanc sur case blanche h5 · cercle blanc sur case noire f4 · cercle blanc sur case blanche g4 · cercle blanc sur case noire h4 · cercle blanc sur case noire e3 · cercle blanc sur case blanche f3 · cercle blanc sur case noire g3 · cercle blanc sur case blanche h3 · cercle blanc sur case noire d2 · cercle blanc sur case blanche e2 · cercle blanc sur case noire f2 · cercle blanc sur case blanche g2 · cercle blanc sur case noire h2 · Tour noire sur case noire a1 | 2 |
| 1 | Tour blanche sur case blanche a8 · Roi noir sur case noire g7 · Pion blanc sur case blanche a6 · cercle blanc sur case blanche e6 · cercle blanc sur case blanche f5 · cercle blanc sur case noire g5 · cercle blanc sur case blanche h5 · cercle blanc sur case noire f4 · cercle blanc sur case blanche g4 · cercle blanc sur case noire h4 · cercle blanc sur case noire e3 · cercle blanc sur case blanche f3 · cercle blanc sur case noire g3 · cercle blanc sur case blanche h3 · cercle blanc sur case noire d2 · cercle blanc sur case blanche e2 · cercle blanc sur case noire f2 · cercle blanc sur case blanche g2 · cercle blanc sur case noire h2 · Tour noire sur case noire a1 | Tour blanche sur case blanche a8 · Roi noir sur case noire g7 · Pion blanc sur case blanche a6 · cercle blanc sur case blanche e6 · cercle blanc sur case blanche f5 · cercle blanc sur case noire g5 · cercle blanc sur case blanche h5 · cercle blanc sur case noire f4 · cercle blanc sur case blanche g4 · cercle blanc sur case noire h4 · cercle blanc sur case noire e3 · cercle blanc sur case blanche f3 · cercle blanc sur case noire g3 · cercle blanc sur case blanche h3 · cercle blanc sur case noire d2 · cercle blanc sur case blanche e2 · cercle blanc sur case noire f2 · cercle blanc sur case blanche g2 · cercle blanc sur case noire h2 · Tour noire sur case noire a1 | Tour blanche sur case blanche a8 · Roi noir sur case noire g7 · Pion blanc sur case blanche a6 · cercle blanc sur case blanche e6 · cercle blanc sur case blanche f5 · cercle blanc sur case noire g5 · cercle blanc sur case blanche h5 · cercle blanc sur case noire f4 · cercle blanc sur case blanche g4 · cercle blanc sur case noire h4 · cercle blanc sur case noire e3 · cercle blanc sur case blanche f3 · cercle blanc sur case noire g3 · cercle blanc sur case blanche h3 · cercle blanc sur case noire d2 · cercle blanc sur case blanche e2 · cercle blanc sur case noire f2 · cercle blanc sur case blanche g2 · cercle blanc sur case noire h2 · Tour noire sur case noire a1 | Tour blanche sur case blanche a8 · Roi noir sur case noire g7 · Pion blanc sur case blanche a6 · cercle blanc sur case blanche e6 · cercle blanc sur case blanche f5 · cercle blanc sur case noire g5 · cercle blanc sur case blanche h5 · cercle blanc sur case noire f4 · cercle blanc sur case blanche g4 · cercle blanc sur case noire h4 · cercle blanc sur case noire e3 · cercle blanc sur case blanche f3 · cercle blanc sur case noire g3 · cercle blanc sur case blanche h3 · cercle blanc sur case noire d2 · cercle blanc sur case blanche e2 · cercle blanc sur case noire f2 · cercle blanc sur case blanche g2 · cercle blanc sur case noire h2 · Tour noire sur case noire a1 | Tour blanche sur case blanche a8 · Roi noir sur case noire g7 · Pion blanc sur case blanche a6 · cercle blanc sur case blanche e6 · cercle blanc sur case blanche f5 · cercle blanc sur case noire g5 · cercle blanc sur case blanche h5 · cercle blanc sur case noire f4 · cercle blanc sur case blanche g4 · cercle blanc sur case noire h4 · cercle blanc sur case noire e3 · cercle blanc sur case blanche f3 · cercle blanc sur case noire g3 · cercle blanc sur case blanche h3 · cercle blanc sur case noire d2 · cercle blanc sur case blanche e2 · cercle blanc sur case noire f2 · cercle blanc sur case blanche g2 · cercle blanc sur case noire h2 · Tour noire sur case noire a1 | Tour blanche sur case blanche a8 · Roi noir sur case noire g7 · Pion blanc sur case blanche a6 · cercle blanc sur case blanche e6 · cercle blanc sur case blanche f5 · cercle blanc sur case noire g5 · cercle blanc sur case blanche h5 · cercle blanc sur case noire f4 · cercle blanc sur case blanche g4 · cercle blanc sur case noire h4 · cercle blanc sur case noire e3 · cercle blanc sur case blanche f3 · cercle blanc sur case noire g3 · cercle blanc sur case blanche h3 · cercle blanc sur case noire d2 · cercle blanc sur case blanche e2 · cercle blanc sur case noire f2 · cercle blanc sur case blanche g2 · cercle blanc sur case noire h2 · Tour noire sur case noire a1 | Tour blanche sur case blanche a8 · Roi noir sur case noire g7 · Pion blanc sur case blanche a6 · cercle blanc sur case blanche e6 · cercle blanc sur case blanche f5 · cercle blanc sur case noire g5 · cercle blanc sur case blanche h5 · cercle blanc sur case noire f4 · cercle blanc sur case blanche g4 · cercle blanc sur case noire h4 · cercle blanc sur case noire e3 · cercle blanc sur case blanche f3 · cercle blanc sur case noire g3 · cercle blanc sur case blanche h3 · cercle blanc sur case noire d2 · cercle blanc sur case blanche e2 · cercle blanc sur case noire f2 · cercle blanc sur case blanche g2 · cercle blanc sur case noire h2 · Tour noire sur case noire a1 | Tour blanche sur case blanche a8 · Roi noir sur case noire g7 · Pion blanc sur case blanche a6 · cercle blanc sur case blanche e6 · cercle blanc sur case blanche f5 · cercle blanc sur case noire g5 · cercle blanc sur case blanche h5 · cercle blanc sur case noire f4 · cercle blanc sur case blanche g4 · cercle blanc sur case noire h4 · cercle blanc sur case noire e3 · cercle blanc sur case blanche f3 · cercle blanc sur case noire g3 · cercle blanc sur case blanche h3 · cercle blanc sur case noire d2 · cercle blanc sur case blanche e2 · cercle blanc sur case noire f2 · cercle blanc sur case blanche g2 · cercle blanc sur case noire h2 · Tour noire sur case noire a1 | 1 |
|   | a | b | c | d | e | f | g | h |   |

Dans le magazine russe Shakhmaty v SSSR (Échecs en URSS) en 1950, Piotr Romanovski publie une zone de partie nulle (voir le diagramme à droite). Si le trait est aux noirs et que le roi blanc est sur une case marquée d'un cercle blanc, ils font nulle en atteignant la position de Vančura.